# Wild Honey Pie
«Wild Honey Pie» es una canción de la banda de rock inglesa The Beatles, proveniente de su álbum doble homónimo The Beatles, de 1968. Fue compuesta por Paul McCartney y acreditada a la dupla Lennon-McCartney. Con una duración de menos de un minuto, la canción consiste principalmente de su título siendo cantado repetidas veces por McCartney, quien sería el único miembro del grupo participante en el tema. Es usualmente vista como una canción de relleno, así como inconsecuente e inmemorable debido a su naturaleza experimental.

## Grabación
«Wild Honey Pie» sería grabada el 20 de agosto de 1968, justo después de finalizar las grabaciones de «Mother Nature's Son», y al igual que en esta, McCartney sería el único miembro de los Beatles participante en la canción. En ese tiempo, John Lennon y Ringo Starr se encontraban trabajando en otras canciones del álbum, mientras que George Harrison estaba de vacaciones en Grecia. Durante esta sesión, McCartney también grabaría el tema inédito «Etcetera».
McCartney diría de la canción: «Estábamos en un modo experimental, y entonces dije, “¿Puedo inventarme algo?” empecé con la guitarra e hice un experimento con multipistas en la sala de control o tal vez en la pequeña habitación de al lado. Era muy casero, no fue una gran producción en general. Solo hice esta pieza corta y agregué una armonía a eso, y una armonía a eso, y una armonía a eso, y construí escultóricamente con un montón de vibrato en las cuerdas, estirando de manera realmente loca las cuerdas. Por eso “Wild Honey Pie” [literalmente “salvaje pastel de miel” en español], que era una referencia a otra canción que había escrito, llamada “Honey Pie”».

## Lanzamiento y recepción
De acuerdo a McCartney, la canción podría haber sido excluida del álbum, pero a Pattie Boyd, esposa de Harrison, «le gustaba mucho, así que decidimos dejarla en el álbum».
En su libro Revolution: The Making of the Beatles' White Album, sobre la creación del álbum, David Quantick describiría «Wild Honey Pie» como una canción «genuinamente inferior» que, después de la pieza avant-garde de Lennon «Revolution 9», se encuentra entre los temas más comúnmente omitidos por los oyentes del disco. El autor Mark Hertsgaard, en referencia al disgusto de Lennon con «Ob-La-Di, Ob-La-Da», escribiría: «Pero al menos "Ob-La-Di, Ob-La-Da" tiene una melodía de verdad. "Wild Honey Pie", que le sigue, simplemente asalta la oreja; suena como si alguien hubiera martillado un reloj de bolsillo gigante hasta que los resortes de dentro colapsaran en [una] pesada y discordante agonía». Herstgaard añadiría que fue «quizás el más extremo caso de autocomplacencia en el álbum». En su reseña contemporánea del disco, Jann Wenner de Rolling Stone solo señalaría sobre «Wild Honey Pie» que: «[La canción] hace un buen tributo a la música psicodélica y [sus] formas derivadas».

## Personal
De acuerdo a Ian MacDonald.
- Paul McCartney – voz principal y coros,[3] guitarra acústica, bombo de batería, otras percusiones

## Otras versiones
La canción fue versionada por:
- Pixies en 1988, incluida en su álbum de 1998 Pixies at the BBC.
- Part Chimp la grabó en 2005 para BBC Radio 1 en el 25.º aniversario de la muerte de John Lennon.[11]
- Por Blue October.